# هانز ماثيسون
هانز ماثيسون هو ممثل وموسيقي إسكتلندي ولد في 7 أغسطس 1975.

## روابط خارجية
هانز ماثيسون على موقع IMDb (الإنجليزية)
- هانز ماثيسون على موقع روتن توميتوز (الإنجليزية)
- هانز ماثيسون على موقع ألو سيني (الفرنسية)
- هانز ماثيسون على موقع أول موفي (الإنجليزية)
- هانز ماثيسون على موقع قاعدة بيانات الأفلام السويدية (السويدية)
- هانز ماثيسون على موقع قاعدة بيانات الفيلم (الإنجليزية)
- هانز ماثيسون على موقع كينوبويسك (الروسية)